# Cisternes-la-Forêt
Cisternes-la-Forêt é uma comuna francesa na região administrativa de Auvérnia-Ródano-Alpes, no departamento Puy-de-Dôme. Estende-se por uma área de 33,93 km². Em 2010 a comuna tinha 467 habitantes (densidade: 13,8 hab./km²).